# Steinsches Kaplaneihaus

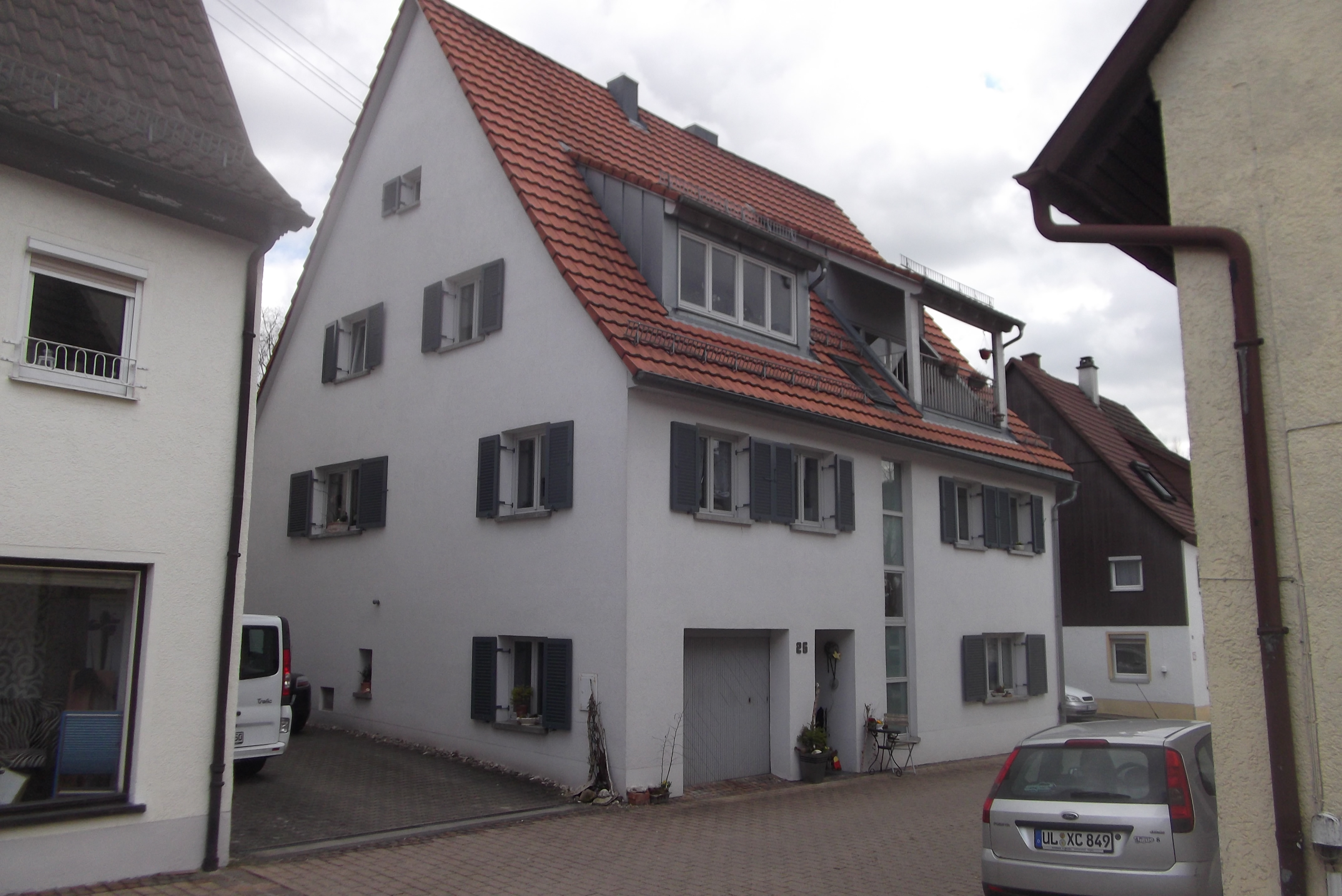
Das ehemalige Steinsche Kaplaneihaus von Nordwest mit Blick auf den Nordgiebel, März 2015

Das ehemalige Steinsche Kaplaneihaus war ein Wohnhaus für einen Kleriker des Klosters Urspring in der Stadt Schelklingen im Alb-Donau-Kreis in Baden-Württemberg.

## Topographie
Das Haus steht auf der östlichen Seite der Färbergasse (Nr. 25). Es war ehemals das letzte Gebäude auf dieser Straßenseite, denn das folgende Gebäude Färbergasse 29 und 31 wurde erst kurz vor 1819/23 errichtet. Daher wurde bei der Dotation des Hauses zu einem Kaplaneihaus das benachbarte eine Wassertor durch die Stadtmauer am Ende der Färbergasse als Ortsbestimmung benutzt. Das Haus steht mit seiner Traufseite zur Färbergasse. Beim Haus befand sich nördlich hinterhalb des Hauses bereits 1705 eine Scheuer, und eine weitere Scheuer wurde 1850 südlich an das Wohnhaus angebaut.

## Baugeschichte
Ein Erbauungsdatum des Hauses ist nicht überliefert, doch als ein reiner Steinbau deutet der Bau nicht nur auf ein hohes Alter (noch mittelalterlich?), sondern auch auf eine herausragende Stellung unter den Schelklinger Gebäuden hin. Denn die einfachen Bürgerhäuser wurden nicht aus Stein, sondern aus Fachwerk oder einer Mischung von Steinbau (Keller und Erdgeschoss) errichtet.
Das Kaplaneihaus scheint im Dreißigjährigen Krieg zumindest verwahrlost gewesen zu sein, denn 1655 stiftete die Familie von Stein 400 fl für die Wiederherstellung des Kaplaneihauses.
1819/23 wird das Haus als zweistöckig bezeichnet. 1831 und 1846 war die Grundmauer und der Ofen von der Versicherung ausgenommen. 1868 wird erstmals erwähnt, dass das Haus ganz von (Bruch)Stein erbaut sei und das Dach mit Platten und Hohlziegeln gedeckt sei. 1868 wird auch erstmals die Zimmeraufteilung beschrieben. Die Fundamente, Umfassungsmauern des ersten Stocks, die Kellermauern und das Kellergewölbe waren nicht versichert.
Das Haus ist in seiner wesentlichen Bausubstanz bis heute erhalten, wenngleich die Fassade durch Fenster- und Garageneinbauten verändert worden ist. Stark verändert wurde das Satteldach durch den Umbau zu Wohnungen und Anbringung von großen Dachgauben und Fensterdurchbrüchen. Ebenso starke Modernisierung zeigt das Innere des Gebäudes.

### Nebengebäude
Der Stadel im Norden (Färbergasse 23) wird bereits 1705 erwähnt. Der benachbarte Stadel im Süden (Färbergasse 27), erbaut 1850, wurde in den 1980er Jahren abgebrochen und durch einen Wohnhausneubau ersetzt.

## Besitzer und Kapläne
Die Steinsche Kaplanei war eine Stiftung der Brüder Berthold und Burkhard von Stein im Jahre 1378. 1383 schenkte der erste Steinsche Kaplan, Dietrich Bader, der Kaplanei sein Haus und seine Hofreite in Schelklingen beim Wassertor. Das Pfründhaus wird 1677 und zuletzt noch 1699/1700 als Steinschches Kaplaneihaus verzeichnet.
Nach der Zusammenlegung der Steinschen mit der Westernachschen Kaplanei wurde das Steinsche Kaplaneihaus an Schelklinger Bürger verkauft, und zwar war der erste Besitzer offenbar Bürgermeister Jodocus Henle (Hänle, Hänlin). 1711, bei der Festsetzung der Ordinari- und Extraordinaristeuern, wird das Haus nicht mehr als Kaplaneihaus erwähnt. 1738 erfolgte die Vereinigung der Steinschen mit der Westernachschen Kaplanei, nachdem zuvor 1711 das Westernachsche Kaplaneihaus an die Stadt Schelklingen verkauft worden war. Der Kaplan dieser vereinigten Stein- und Westernachschen Kaplanei bewohnte fortan das Haus Münsingerstraße 8, welches Urspring zu diesem Zweck hergegeben hatte.

### Bürgerliche Besitzer
Bürgermeister Jodocus Henle (Hänle, Hänlin) erwarb das Haus vor dem 29. Mai 1705, samt dabei liegendem Garten und 1 ½ Mittle Schorgarten in der großen Baindt. 1705 war es in Besitz seiner Witwe, welche 1712 verstarb. Die Tochter des Jodoc Henle namens Maria Anna heiratete am 30. August 1718 Georg Baumann, Metzger (ca. 1687–1766), der von vor 1726 bis nach 1757 dort wohnte. Mitglieder der Familie Baumann bewohnten das Haus bis in die 1820er Jahre, worauf das Haus an die Familie Zagst überging, die bis in die jüngste Vergangenheit (1967) dort wohnte.